# 中道紀和
中道 紀和（なかみち としかず、1971年7月16日 - ）は、日本の元ラグビー選手。

## プロフィール
- 大阪府出身[1]。
- 現役時代のポジションはプロップ(PR)。
- 日本代表通算キャップ数は16でラグビーワールドカップ1999の日本代表に選ばれた[2]。

## 略歴
啓光学園高校、同志社大学を経て、1994年、神戸製鋼(現・コベルコ神戸スティーラーズ)に加入。
1996年5月11日に行われたパシフィック・リム選手権香港戦で日本代表初キャップを獲得した。
2004年、現役を引退した。